# غريغوري الرابع عشر

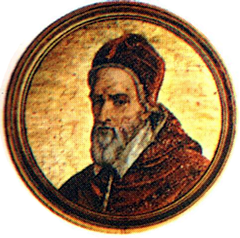
غريغوري الرابع عشر

البابا غريغوري الرابع عشر (ولد باسم نيكولو سفوندراتي في 11 فبراير 1535 وتوفي في 16 أكتوبر 1591) هو بابا الكنيسة الكاثوليكية من 5 ديسمبر 1590 وحتى وفاته في 16 أكتوبر 1591.